# Гора (Павлово-Посадский городской округ)
Гора́ — деревня в Московской области России. Входит в Павлово-Посадский городской округ. Население — 139 чел. (2010).

## География
Деревня Гора расположена в центральной части городского округа, примерно в 2 км к юго-востоку от города Павловский Посад. Высота над уровнем моря 135 м. К деревне приписано 2 СНТ. Ближайшие населённые пункты — деревни Евсеево, Улитино и Щекутово.

## Название
Название происходит от термина гора — «участок высокого берега реки».

## История
В 1926 году деревня входила в Улитинский сельсовет Павлово-Посадской волости Богородского уезда Московской губернии.
С 1929 года — населённый пункт в составе Павлово-Посадского района Орехово-Зуевского округа Московской области, с 1930-го, в связи с упразднением округа, — в составе Павлово-Посадского района Московской области.
До муниципальной реформы 2006 года Гора входила в состав Улитинского сельского округа Павлово-Посадского района.
Ранее в деревне имелась часовня.
С 2004 до 2017 гг. деревня входила в Улитинское сельское поселение Павлово-Посадского муниципального района.

## Население
В 1926 году в деревне проживало 212 человек (107 мужчин, 105 женщин), насчитывалось 52 хозяйства, из которых 34 было крестьянских. По переписи 2002 года — 142 человека (69 мужчин, 73 женщины).
| 1926 | 2002 | 2006 | 2010 |
| ---- | ---- | ---- | ---- |
| 212  | ↘142 | ↘118 | ↗139 |